# Juan Francisco de Farías y Sánchez de Uribe
Juan Francisco Farías y Sánchez de Uribe (San Pedro de las Colonias, Coahuila, Virreinato de la Nueva España, 9 de enero de 1807 - Laredo, Texas, Estados Unidos de América, 9 de abril de 1870) fue un estadista de origen novohispano, fundador y Secretario de Estado de la República del Río Grande. Fue abuelo de Ernesto Madero Farías, secretario de Hacienda de México.

## Origen
Juan Francisco Manuel de la Trinidad Farías y Sánchez de Uribe nació el 9 de enero de 1807 en San Pedro de las Colonias, Coahuila, siendo hijo del militar realista José Andrés Farías, teniente de la Tercera Compañía de Caballería Volante del Nuevo Santander, comandante de la Compañía de Patriotas Leales de Laredo, y fiscal contra los insurgentes tras su captura en Acatita de Baján, y de María de Guadalupe Sánchez de Uribe (nieta del capitán Tomás Sánchez de la Barrera, fundador de la ciudad de Laredo en 1755). 

## Inicios
En 1831 fue elegido regidor de la ciudad de Laredo, puesto que rechazó en atención a su corta edad (22 años). Sin embargo, al año siguiente fue nombrado secretario del cabildo y concejal primero. En 1836 fue reelegido como primer concejal, y realizó su primer pronunciamiento en contra del centralismo de las llamadas Siete Leyes. 

## Conjura de Oreveña yRepública del Río Grande

Territorio reclamado por la República del Río Grande

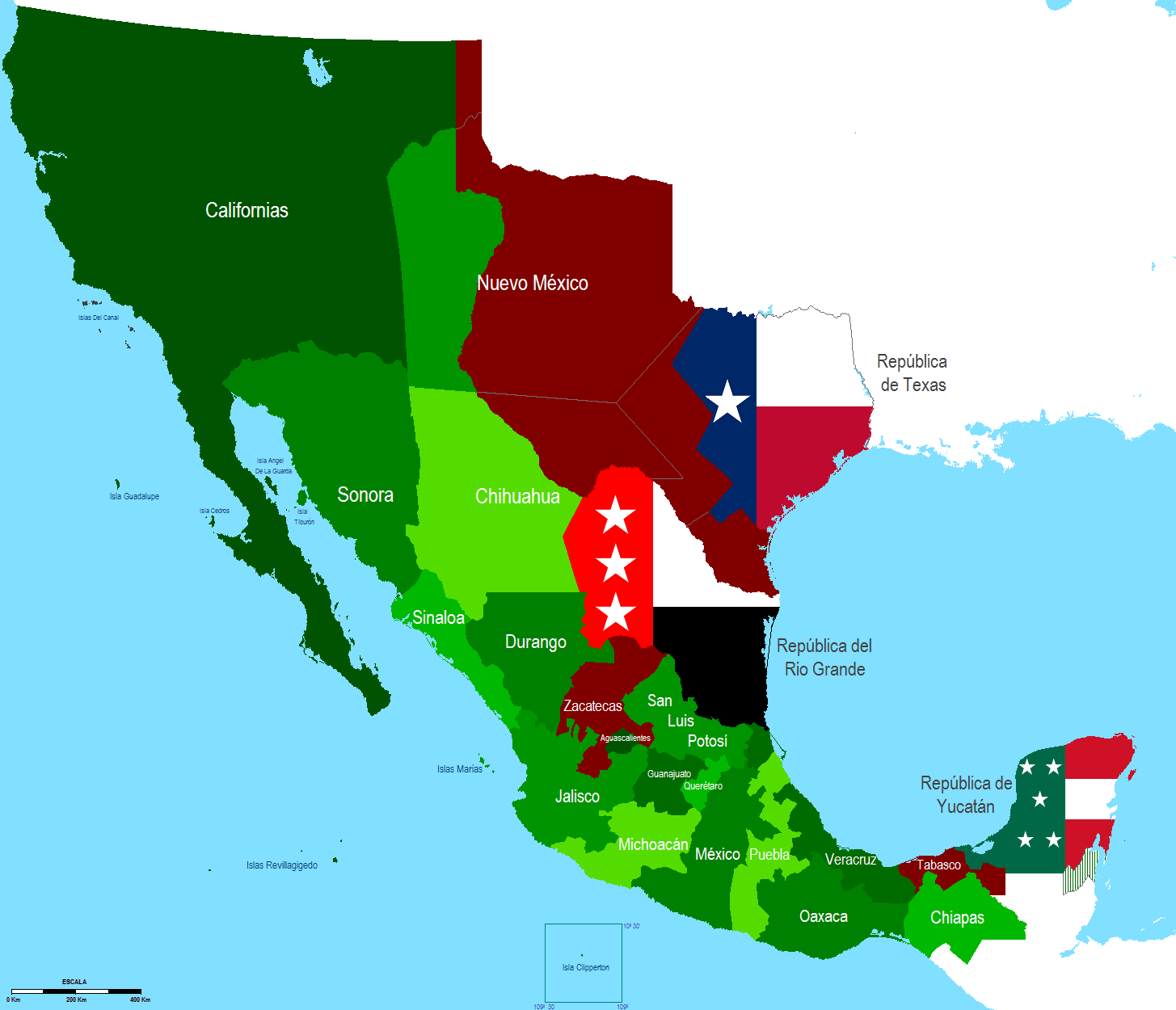
Movimientos separatistas en México tras la promulgación de las Siete Leyes (1836-1840)

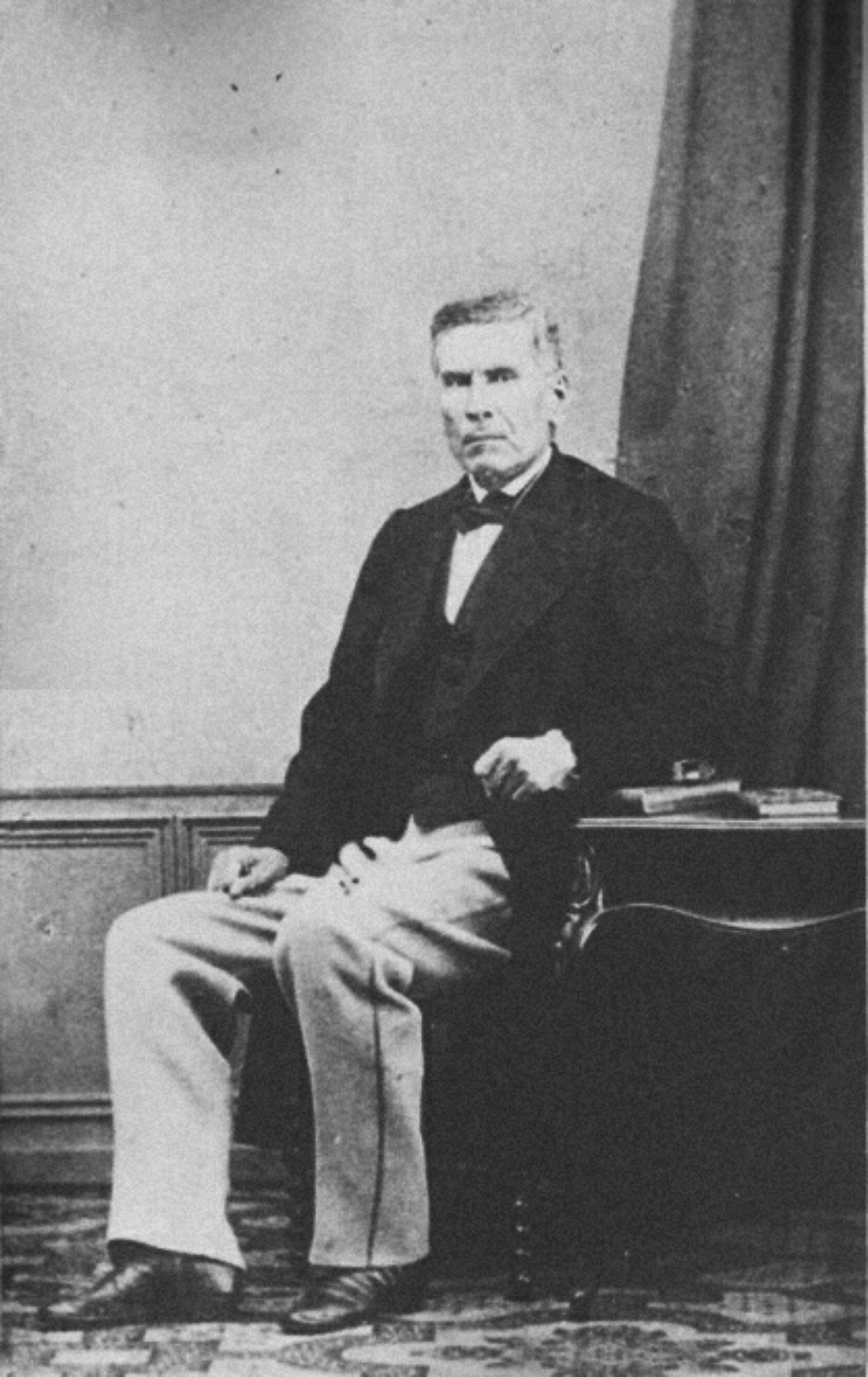
Santiago Vidaurri, fundador de la República de la Sierra Madre

En el año de 1839, tras infructuosas negociaciones con el presidente Anastasio Bustamante, un grupo de notables del noreste de México tomaron las armas liderados por el general don Antonio Canales. El 7 de enero de 1840, los opositores se reunieron en el Rancho de Oreveña, en las cercanías de Laredo, y proclamaron su independencia de México con el nombre de República del Río Grande, la cual componía los actuales estados de Coahuila, Tamaulipas, Nuevo León y parte de Texas, tierras que disputaban con la República de Texas. Asimismo, mantuvieron negociaciones con el gobierno de Las Californias, para incluir este territorio en la nueva República, con el objeto de expandir su influencia hasta el Pacífico. 
El gobierno, cuya capital fue la ciudad de Laredo, fue conformado por Jesús de Cárdenas y Duarte (presidente de la nueva república), Francisco Vidaurri y Villaseñor (anterior gobernador de Coahuila y Texas), Manuel María de Llano (anterior gobernador de Nuevo León), Santiago Vidaurri (más tarde gobernador de Nuevo León y Coahuila), el general Antonio Canales (comandante del ejército de la república), el coronel José Antonio de Zapata (primer teniente del ejército), y el propio Juan Francisco Farías, quien fungió como secretario de Estado a la edad de treinta y tres años. Fue sustituido en el cargo por José María Carvajal.  
Tras infructuosas batallas con los estadounidenses y el gobierno de México, el 6 de enero de 1840 fue firmado un tratado de reconciliación entre el general Antonio Canales y el general Mariano Arista, devolviendo los territorios de la República del Río Grande a la República Mexicana. 

## Exilio y alcaldía de Laredo
Una vez habiendo sido derrotada la República del Río Grande, Farías se exilió a París, desde donde tuvo noticia del fracaso de la República Mexicana para mantener los territorios del norte. En 1846, las tensiones entre México y Estados Unidos se encrudecieron con la Intervención Estadounidense en México, resultando en la pérdida del cincuenta y cinco por ciento del territorio nacional. Por ello, en 1855 algunos que anteriormente habían formado parte de la República del Río Grande, incluyendo a Santiago Vidaurri, se alzaron nuevamente en armas y proclamaron un nuevo proyecto soberanista con el nombre de República de la Sierra Madre, el cual fue rechazado por el propio general Canales y por el propio Farías. 
Tras la Constitución de 1857 en plena Guerra de Reforma, Farías vuelve a la ciudad de Laredo, ya entonces en poder de los Estados Unidos de América, obteniendo la ciudadanía de dicho estado el 29 de abril del mismo año. En 1860, al estallar la Guerra de Secesión Farías fue elegido alcalde de la ciudad, mismo cargo que habían ostentando su padre, su bisabuelo y su suegro. Farías aceptó y ocupó el cargo durante la guerra, recordándose su gobierno por la defensa de la ciudad organizada desde su casa, aunque otorgándole al coronel Santos Benavides el comando de las tropas durante la Batalla de Laredo, en la cual resultaron victoriosos. 

## Muerte y legado
Don Juan Francisco de Farías murió en la ciudad Laredo el 9 de abril de 1870. 
En su honor está nombrada la escuela pública Francisco Farías Elementary School así como el Juan Francisco Farías Military Museum, museo proyectado por veteranos del ejército estadounidense. 

## Matrimonio y descendencia

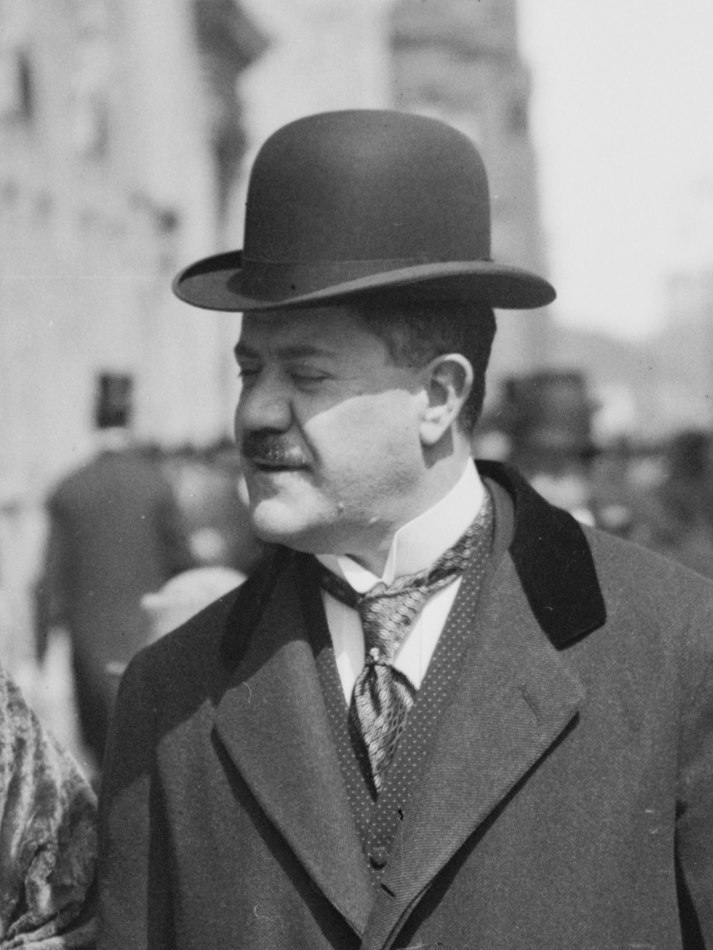
Su nieto, Ernesto Madero Farías, secretario de Hacienda y Crédito Público de los Estados Unidos Mexicanos

El 15 de junio de 1832 contrajo matrimonio en la ciudad de Laredo con Inocente de Benavides y García-Dávila, hija del capitán realista Lázaro de Benavides y Soberón, alcalde mayor de la Villa de San Agustín de Laredo, dueño de la hacienda de Guadalupe, y de Nicolasa García-Dávila y Martínez-Guajardo. El matrimonio procreó once hijos, a los que se unieron otros dos que doña Inocente aportaba de su anterior matrimonio con el capitán Cayetano de la Garza y Sánchez-Navarro (muerto en combate).
Entre los descendientes de Juan Francisco de Farías, se encuentran:
- Andrés Farías Benavides, cofundador del Banco de Nuevo León y el Banco Mercantil de Monterrey (actual Banorte).
- Ernesto Madero Farías, secretario de Hacienda de la República Mexicana.
- Luis M. Farías, gobernador de Nuevo León, senador y presidente del Congreso de México, oficial de la Legión de Honor.
- Juan S. Farías, cofundador del Tec de Monterrey, caballero de la Real Orden de Leopoldo de Bélgica.
- Bernardo Elosúa Farías, fundador de Grupo Lamosa y Pinturas Berel, cofundador del Tec de Monterrey.
- José Alberto Llaguno Farías S.J., obispo-vicario apostólico de la Tarahumara.
- Rogerio Azcárraga Madero, fundador de Radio Fórmula.
- Antonio Madero Bracho, fundador de San Luis Rassini.
- José Milmo Garza, director de Casa Madero.
- Andrés L. Farías, ingeniero, alcalde de Torreón (Coahuila).
- Federico Toussaint Elosúa, director de Grupo Lamosa.[13]